# Шафраново (Башкортостан)
Шафра́ново (баш. Шафран) — село (ранее пгт, курортный посёлок) в Шафрановском сельсовете Альшеевского района Республики Башкортостан России. Согласно переписи 2020 года население составляло 1888 человек.

## Географическое положение

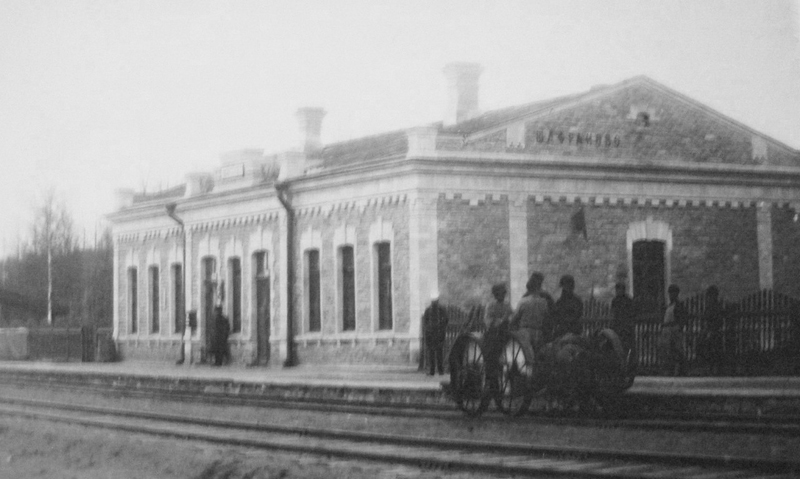
Станция Шафраново. Около 1885 и 1890 г.

Село расположено на правом берегу реки Курсак (левый приток реки Дёмы). Через населённый пункт проходит железнодорожная линия Москва — Челябинск.
Расстояние до:
- районного центра (Раевский): 18 км,
- центра сельсовета (Шафраново): 0 км,
- Уфы: 137 км.

## История

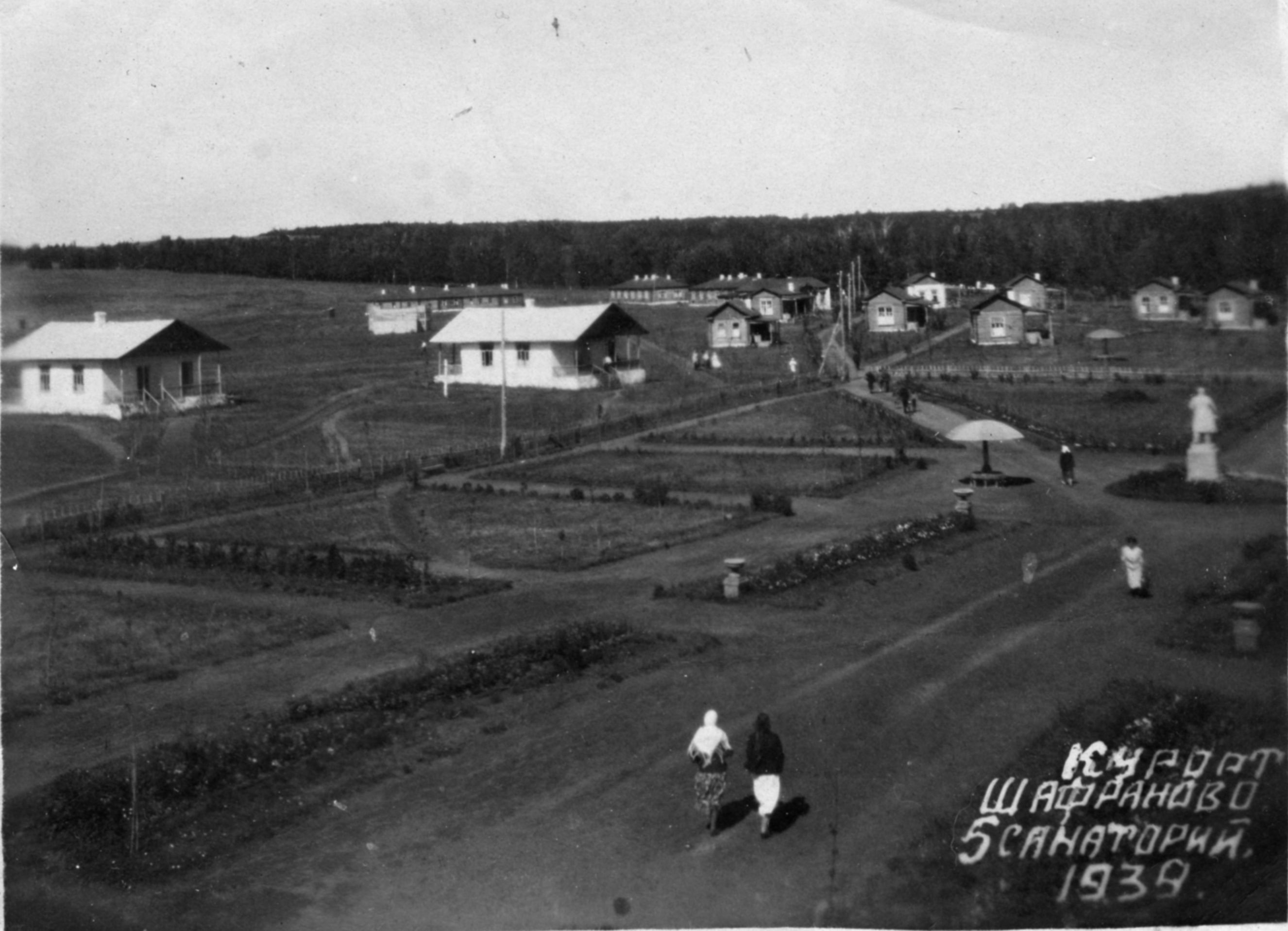
Курорт Шафраново. 1939 г.

Закон «О внесении изменений в административно-территориальное устройство Республики Башкортостан в связи с образованием, объединением, упразднением и изменением статуса населенных пунктов, переносом административных центров» от 20 июля 2005 года N 211-з постановляет:
2. Объединить следующие населенные пункты с сохранением наименований:

1) в Альшеевском районе:

г) поселение железнодорожная будка 1490 км, посёлок разъезда Мендян, посёлок санатория N 3 и село Шафраново Шафрановского сельсовета, установив объединённому населённому пункту тип поселения — село, с сохранением наименования «Шафраново»;

## Население
| 1939  | 1959  | 1970  | 1979  | 1989  | 2002  | 2009  |
| ----- | ----- | ----- | ----- | ----- | ----- | ----- |
| 2773  | ↗3359 | ↘3121 | ↘2870 | ↘2774 | ↘2606 | ↗2610 |
| 2010  |       |       |       |       |       |       |
| ↘2362 |       |       |       |       |       |       |

## Экономика
- Санаторий «Шафраново»[7]

В санатории ежегодно проходит лечение около 4500 человек. Специализация: легочный и внелегочный туберкулез у взрослых и хронические неспецифические заболевания легких у детей.

## Религия
В селе есть православный храм во имя Николая Чудотворца (другие названия: Свято-Никольский храм, церковь Святого Николая Угодника, Никольская церковь).
Храм был заложен 11 июля 1894 г. Точная дата постройки Никольского храма в селе Шафранове не известна, вероятно, он был построен в начале XX века.
Представитель одного из древнейших и знатных родов Франции Альбер де Гасс оказался в Шафранове, женился и прожил здесь с семьей несколько лет. После Октябрьской революции 1917 года вынужден был покинуть Россию. В советские годы церковь была разрушена.
Дочь Альбер де Гаса Ирэн, оказавшись во Франции, часто вспоминала места, где она жила с родителями, особенно церковь в Шафранове. Умирая, она завещала племяннику, если он доживёт до того дня, когда в России прекратятся гонения на религию, выяснить судьбу церкви и, при необходимости, помочь в её восстановлении.
В конце 2000-х гг. через французское посольство в Республику Башкортостан пришло письмо от племянника Ирен де Юрша (в девичестве Ирина де Гасс-Переяславльцева) месье Андрэ Саразэн де Гасс, профессора Католического университета, в котором он интересовался судьбой храма и предлагал внести свой вклад в её восстановление. Неизлечимо больной Андрэ Саразэн де Гасс смог пожертвовать на восстановление церкви всего тысячу евро. Аксаковским фондом было принято решение добавить необходимые средства и отлить в память о французской семье колокол.
90-килограммовый колокол был отлит известным мастером из Каменска-Уральского Николем Пятковым. На колоколе написано: «В память о семье де Гас, жившей в Шафранове в 1910—1917 годах и беззаветно любившей Россию. Дар Андре Саразена де Гас. 2005 год. Франция». Два года колокол находился в доме-музее С. Т. Аксакова в Уфе, в декабре 2011 года он был освящён и водружён на звонницу.
В селе есть мечеть.

## Люди, связанные с селом
- Аскаров, Салават Ахметович (1946—2019) — певец, солист Башкирского государственного театра оперы и балета, народный артист БАССР и России.
- Жданов, Николай Васильевич (1860 — ?) — член III Государственной думы; владел кумысным санаторием близ станции Шафраново.
- Гиззатуллин, Рустам Ханифович (р. 16.09. 1974)-певец, композитор, заслуженный артист Республики Башкортостан.
- Шаймарданов, Наиль Ахметович (р. 2.12.1958) — выпускник средней школы № 43 (ст. Шафраново, 1983); композитор и певец.